# Керијеш
Керијеш (фр. Cayriech) насеље је и општина у јужној Француској у региону Миди Пирене, у департману Тарн и Гарона која припада префектури Монтобан.
По подацима из 2011. године у општини је живело 264 становника, а густина насељености је износила 34,78 становника/km². Општина се простире на површини од 7,59 km². Налази се на средњој надморској висини од 148 метара (максималној 184 m, а минималној 137 m).

## Демографија
| 1962. | 1968. | 1975. | 1982. | 1990. | 1999. | 2011. |
| ----- | ----- | ----- | ----- | ----- | ----- | ----- |
| 162   | 165   | 110   | 132   | 132   | 208   | 264   |

График промене броја становника у току последњих година